# Ferrovia Žilina-Košice
La ferrovia Žilina-Košice (o Linea 180, secondo la numerazione slovacca) è una linea ferroviaria importante della Slovacchia che unisce Žilina a Košice. Costituisce una parte dell'antica ferrovia Košice-Bohumín divisa in due parti in conseguenza della divisione in due stati della Cecoslovacchia ed è compresa nell'itinerario ferroviario denominato Corridoio Pan-Europeo V.

## Storia
Nel 1866 venne prevista una concessione per una linea ferroviaria che passando per Košice doveva collegare la rete ferroviaria della Slesia (in Prussia) con quella dell'Ungheria con un percorso più breve. Tra 1869 e 1872 il difficile tracciato di 362 km attraverso le montagne venne completato. La società di gestione ebbe sede nella capitale ungherese Budapest; in seguito alla sua costruzione vennero rese operative successivamente altre linee diramate verso le varie direzioni di Ceszyn, Prešov, Leluchów. Tra queste la ferrovia a cremagliera degli Alti Tatra operativa dal 1896 soprattutto per il turismo.
La linea era stata costruita a binario unico ma, nella metà degli anni trenta in seguito all'aumento del traffico venne iniziato il raddoppio del binario che si concluse nel 1955.
Ciò comportò la costruzione a Strečno di un secondo tunnel e di un secondo ponte. Nel corso del raddoppio della sezione di Kraľovany Turany fu costruito un nuovo tunnel e deviato il percorso, su una tratta di 6,8 km, in conseguenza della costruzione della diga di Krpeľany. Lo stesso si dovette fare a causa dell'invaso di Ruzin con un tunnel. Un altro cambiamento di percorso venne effettuato negli anni settanta in seguito alla costruzione del bacino di Liptovská Mara. L'elettrificazione dell'intero percorso, a corrente continua a 3000 volt, avvenne tra gli anni 1956 e 1961.

## Apertura all'esercizio
- Tratta Košice - Kysak - Prešov, 1º settembre 1870
- Tratta Žilina - Poprad, 8 dicembre 1871
- Tratta Poprad - Spišská Nová Ves, 12 dicembre 1871
- Tratta Spišská Nová Ves - Kysak, 12 marzo 1872[1]

## Elettrificazione
- Tratta Kráľová Lehota - Liptovský Mikuláš, 15 aprile 1955
- Tratta Poprad-Tatry - Kráľová Lehota, 28 aprile 1955
- Tratta Spišská Nová Ves - Poprad-Tatry, 9 dicembre 1955
- Tratta Liptovský Mikuláš - Žilina, 25 febbraio 1956
- Tratta Markušovce - Margecany, 26 gennaio 1961
- Tratta Košice - Margecany, 1º giugno 1961[2]

## Percorso
|  | Unknown route-map component "ABZg+l" |

|  | Station on track |

|  | Unknown route-map component "hKRZWae" |

|  | Stop on track |

|  | Enter and exit tunnel |

|  | Unknown route-map component "hKRZWae" |

|  | Stop on track |

|  | Unknown route-map component "hKRZWae" |

|  | Stop on track |

|  | Unknown route-map component "hKRZWae" |

|  | Station on track |

|  | Junction both to and from right |

|  | Unknown route-map component "hKRZWae" |

|  | Unknown route-map component "hKRZWae" |

|  | Stop on track |

|  | Stop on track |

|  | Unknown route-map component "hKRZWae" |

|  | Stop on track |

| Unknown route-map component "STR+l" | Unknown route-map component "xABZgr" |

| Enter and exit tunnel | Unknown route-map component "exSTR" |

| Straight track | Unknown route-map component "exHST" |

| Enter and exit tunnel | Unknown route-map component "exTUNNEL1" |

| One way leftward | Unknown route-map component "xABZg+r" |

|  | Stop on track |

|  | Junction both to and from left |

|  | Station on track |

|  | Unknown route-map component "hKRZWae" |

|  | Stop on track |

|  | Stop on track |

|  | Station on track |

|  | Unknown route-map component "hKRZWae" |

|  | Unknown route-map component "hKRZWae" |

|  | Unknown route-map component "ABZg+r" |

|  | Station on track |

|  | Stop on track |

|  | Stop on track |

|  | Stop on track |

|  | Unknown route-map component "hKRZWae" |

|  | Stop on track |

|  | Station on track |

|  | Stop on track |

|  | Unknown route-map component "hKRZWae" |

|  | Unknown route-map component "ABZg+r" |

|  | Station on track |

|  | Stop on track |

|  | Stop on track |

|  | Stop on track |

|  | Stop on track |

|  | Stop on track |

|  | Stop on track |

|  | Unknown route-map component "ABZg+r" |

| Head station | Station on track |

| Straight track | Straight track |

| One way rightward | Station on track |

|  | Stop on track |

|  | Stop on track |

| Head station | Station on track |

| One way rightward | Straight track |

|  | Stop on track |

|  | Stop on track |

|  | Station on track |

|  | Stop on track |

|  | Unknown route-map component "hKRZWae" |

|  | Stop on track |

|  | Stop on track |

|  | Unknown route-map component "hKRZWae" |

|  | Station on track |

| Unknown route-map component "exSTR+l" | Unknown route-map component "eABZgr" |

| Unknown route-map component "exSTR" | Unknown route-map component "hKRZWae" |

| Unknown route-map component "exHST" | Straight track |

| Unknown route-map component "exSTR" | Station on track |

| Unknown route-map component "exHST" | Straight track |

| Unknown route-map component "exHST" | Straight track |

| Unknown route-map component "xABZg+l" | One way rightward |

| Station on track |

| Stop on track |

| Straight track | Unknown route-map component "STR+l" |

| Station on track | End station |

| Stop on track |

| Stop on track |

| Stop on track |

| Station on track |

| Unknown route-map component "eABZgl" |

| Stop on track |

| Unknown route-map component "hKRZWae" |

| Unknown route-map component "ABZg+r" |

| Station on track |

| Unknown route-map component "ABZgl" | Unknown route-map component "exSTR+r" |

| Enter and exit tunnel | Unknown route-map component "exTUNNEL1" |

| Stop on track | Unknown route-map component "exHST" |

| Stop on track | Unknown route-map component "exHST" |

| Unknown route-map component "ABZg+l" | Unknown route-map component "exSTRr" |

| Unknown route-map component "hKRZWae" |

| Station on track |

| Unknown route-map component "hKRZWae" |

| Stop on track |

| Non-passenger station/depot on track |

| Junction both to and from left |

| Station on track |

| Enter and exit tunnel |

| Unknown route-map component "ABZgl" | Unknown route-map component "STR+r" |

| Enter and exit tunnel | Enter and exit tunnel |

| Unknown route-map component "hKRZWae" | Unknown route-map component "hKRZWae" |

| Unknown route-map component "ABZg+l" | One way rightward |

| Stop on track |

| Stop on track |

| Stop on track |

| Unknown route-map component "hKRZWae" |

| Station on track |

| Unknown route-map component "ABZgl" |

| Unknown route-map component "ABZgl" |

| Straight track |